# Äntligen söndag!
Äntligen söndag! (Vivement Dimanche!) är François Truffauts 21:a och sista film från 1983. Filmens handling är från Charles Williams roman, Fantasia che les ploucs (The Long Saturday Night). 
Efter filmen, Kvinnan i huset bredvid, ville Truffaut göra en mindre allvarlig film och samtidigt skapa en film noir-atmosfär. Detta grepp har använts tidigare i bland annat Skjut på pianisten. Filminspelningen sattes igång 4 november 1982 i Hyères och det tog endast sju veckor att slutföra den. Truffaut ville medvetet göra filmen i ett snabbt tempo för att lättare skapa känslan av en B-filmsatmosfär. Barbara spelad av Fanny Ardant arbetar som sekreterare i Julien Vercels (Jean-Louis Trintignant) fastighetsbyrå på Rivieran. Julien blir huvudmisstänkt för mord och gömmer sig på sitt kontor medan Barbara under tiden försöker hitta sanningen. 
Filmen släpptes sommaren 1983 och var ganska framgångsrik.